# Salazar (famiglia)
I Salazar sono un'antica famiglia discendente dall'illustre casata spagnola della quale ha
mantenuto lo stemma, diramatasi in Italia nei rami sardo, napoletano, calabrese, lombardo e siciliano, questi ultimi ormai estinti. I Salazar di Sardegna espressero valorosi uomini d'arme, distintisi particolarmente nelle battaglie del Risorgimento.

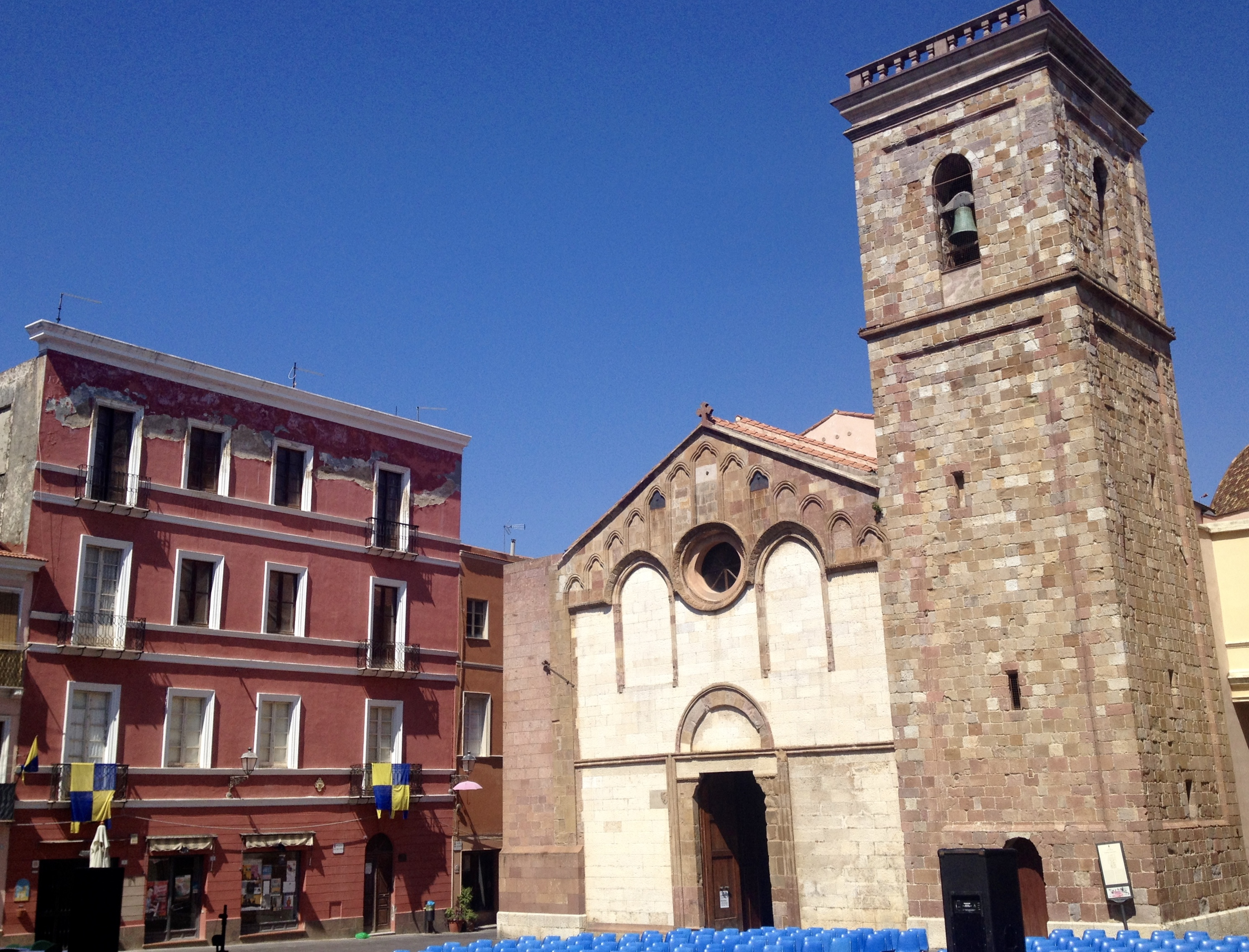
Iglesias: Palazzo Salazar (XVI sec.) e la Cattedrale di S. Chiara

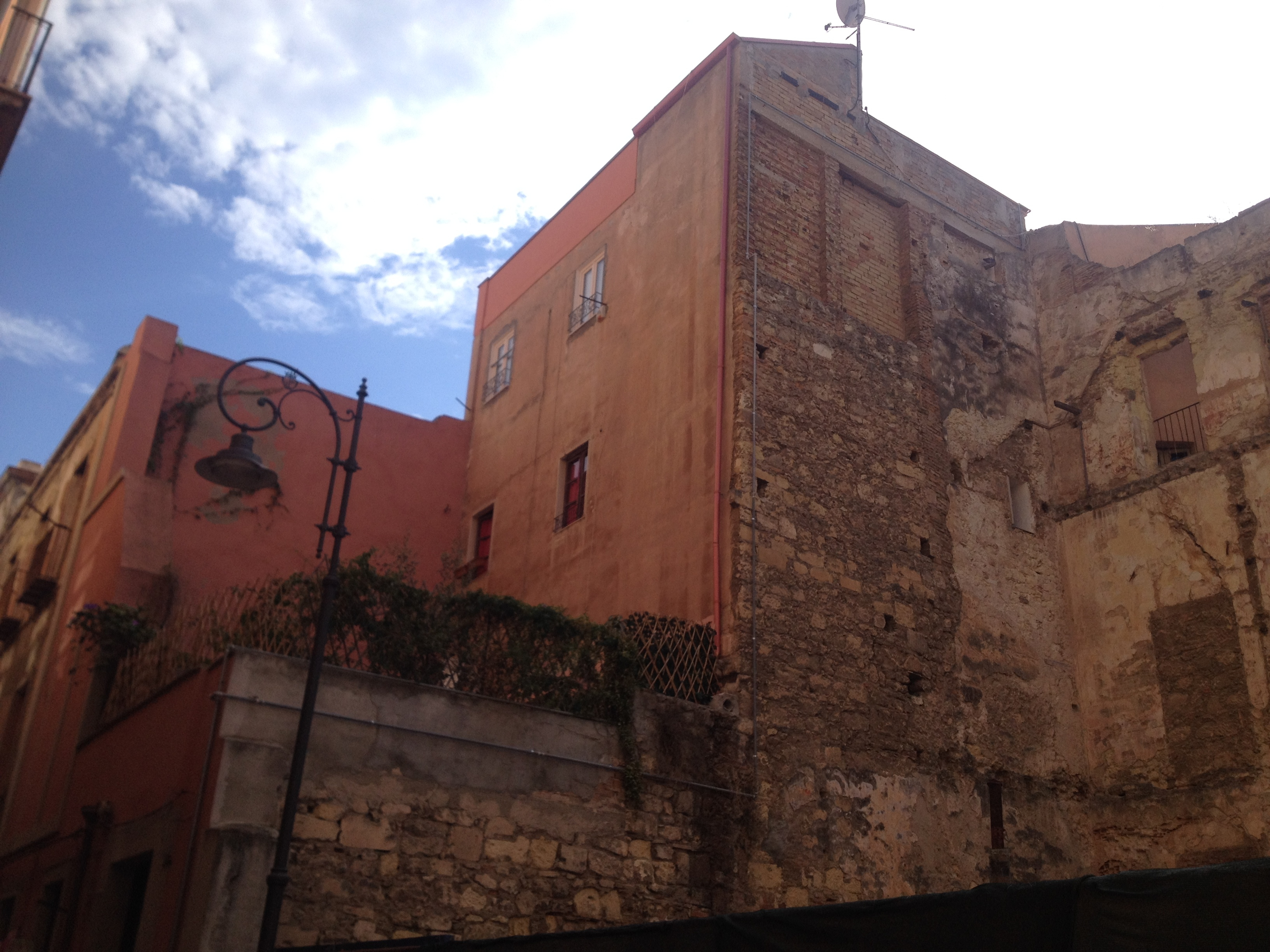
Cagliari (Castello): Palazzo Salazar in via Lamarmora (resti dei bombardamenti del febbraio 1943)

## Stemma
L'arma dei Salazar in origine era composto da un castello d'argento in campo verde. Questo fu sostituito con lo scudo attuale in seguito ad una singolar tenzone, tenutasi in Toledo alla presenza del re Alfonso VI di León, intorno alla metà del secolo XI, nella quale Lope Garcia de Salazar sconfisse un gigantesco moro che portava 13 stelle sul manto. La leggenda vuole che questo fosse il velo sottratto ad un'immagine della Madonna, sul quale erano raffigurate. Il re quindi, per premiare la valorosa impresa, concesse come trofeo le stelle al Salazar che divennero così l'emblema della sua famiglia.

Lo stemma antico del ramo di Sardegna dei Salazar, raffigurato nello Stemmario dell’Archivio Storico Comunale di Cagliari è: d'azzurro a tredici stelle (8) d'oro, alla bordura di rosso a tredici croci di Sant'Andrea d'oro. La bordura caricata con le croci di S.Andrea fu concessa dal re Ferdinando III di Castiglia ai 65 cavalieri che parteciparono alla riconquista della città di Baeza nel 1227, tra i quali erano i fratelli Lope Garcia de Salazar e Diego Garcia de Salazar. Fu questa l'arma in uso sino al XIX secolo, a partire dagli inizi del secolo senza la bordura. Alla fine del XIX secolo alcuni araldisti attribuirono ai Salazar di Sardegna tredici stelle d'argento in campo rosso, e nel XX secolo di rosso a tredici stelle d'oro (6) poste 3,3,3,3 ed 1 in punta.

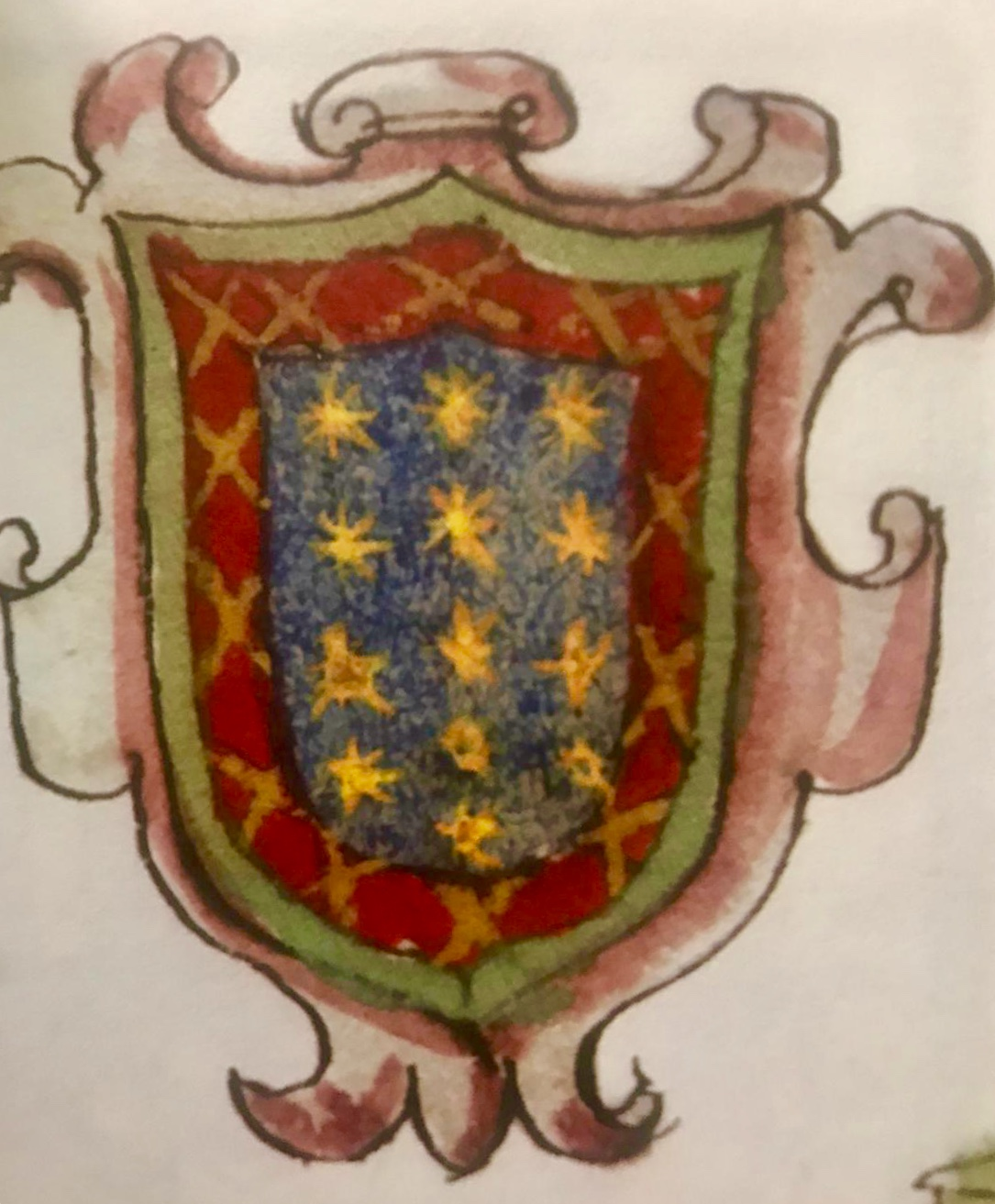
Stemma antico    (Stemmario fine XVI- inizi XVII sec. Archivio Storico Comunale di Cagliari)
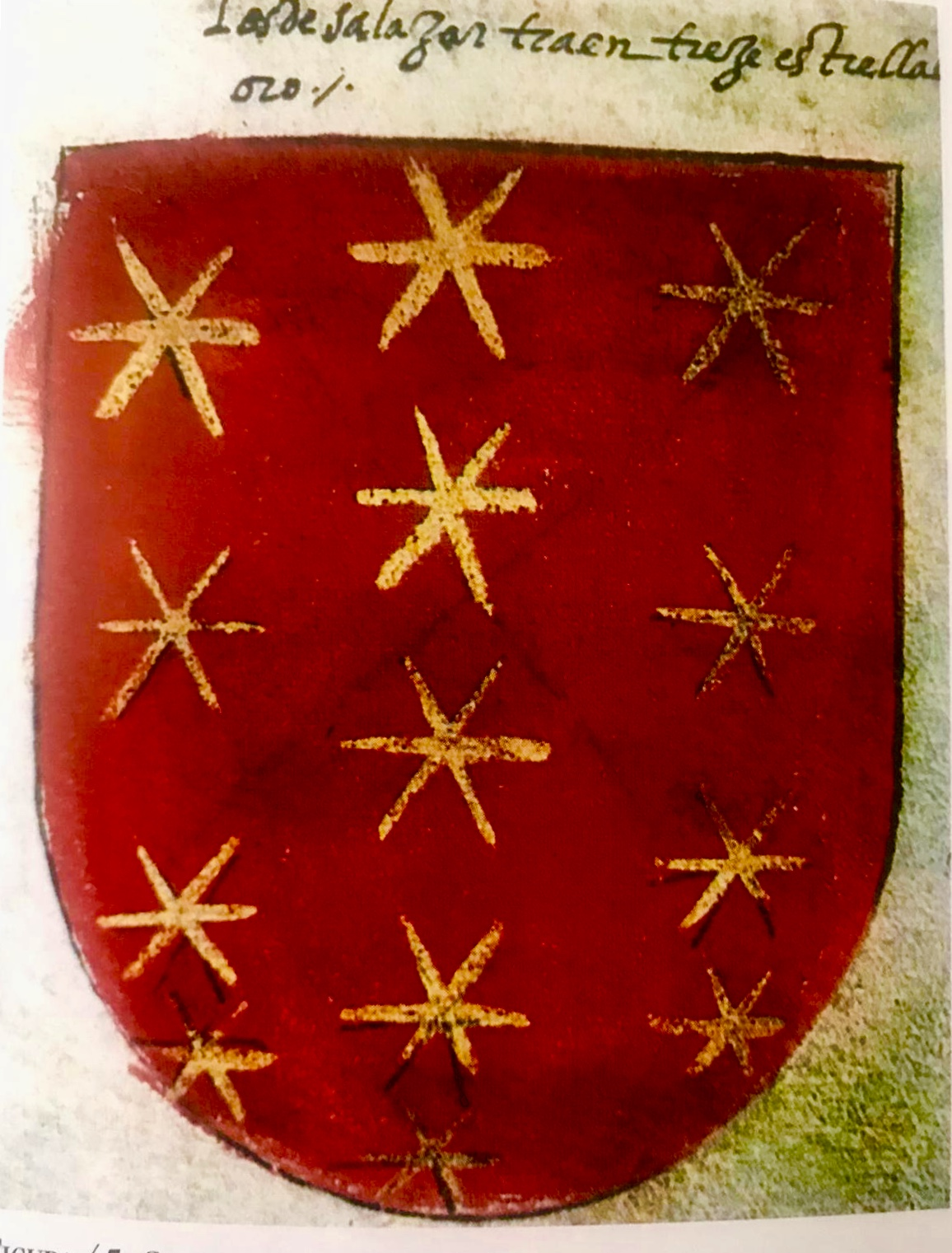
Stemma attuale

## Storia
La famiglia Salazar, originaria della Spagna, giunse in Italia con l'imperatore Carlo V e si diramò quindi in Sardegna, Milano, Napoli e Calabria.
|                   |                     |                     |                     |
|                   | Salazar di Spagna   |                     |                     |
|                   |                     |                     |                     |
|                   |                     |                     |                     |
|                   | Salazar di Sardegna |                     |                     |
|                   |                     |                     |                     |
|                   |                     |                     |                     |
| Salazar di Milano | Salazar di Milano   | Salazar di Calabria | Salazar di Calabria |
|                   |                     |                     |                     |
|                   |                     |                     |                     |
|                   |                     | Salazar di Napoli   |                     |

### Il ramo di Sardegna
Il capostipite dei Salazar del ramo di Sardegna fu il nobile don Peroche de Salazar, "caballer principal de la naçion espanola", comandante di un'Infantaria e capitano di una nave, giunse nell'isola per "cose di guerra" per conto di "Sua Maestà". 
Nel 1530 l'Imperatore Carlo V lo investì Vicario di Cagliari perché, "persona di Sua fiducia", sebbene ciò fosse in contrasto con gli Statuti della città. 
Il Viceré di Sardegna Martín de Cabrera lo nominò Capitano di Oristano. 
Egli tra le altre cose sovrintese alla fondazione della torre grande del porto della città, detta "Turri Manna", la più grande del sistema difensivo costiero della Sardegna, di cui fu anche primo Capitano e Alcayde. 
Nel 1535 Peroche de Salazar partecipò alla conquista di Tunisi sovvenzionando di proprio gli approvvigionamenti per le truppe spagnole stanziate a Tunisi e in Francia. 
Il Salazar nel 1530 acquisì la Signoria feudale delle Scrivanie del Capitanato di Iglesias - Signoria che la famiglia mantenne fino al 1814 - e quella delle Scrivanie di Oristano. 
Sino al 1548, anno della sua morte, ricoprì l'incarico di Ricevitore del Sant'Uffizio della Sardegna.
La famiglia Salazar prese parte ai Parlamenti (Cortes) tenuti nell'isola, fino all'ultimo convocato sotto casa Savoia nel 1720, dove venne rappresentata nello Stamento Militare dai rami Salazar e Salazar Torrellas.
Nel 1677 Gavino Salazar rappresentó Iglesias come Sindaco nel Parlamento del Viceré Francisco de Benavides. Durante il suo mandato espose la difficile situazione in cui versava la città, a causa della grave epidemia di peste che l'aveva colpita pochi anni prima, chiedendo degli sgravi fiscali.
Ad Iglesias i membri della famiglia governarono la città ricoprendo innumerevoli volte, sin dalla fine del XVI secolo, spesso congiuntamente, le cariche di Giurato Capo, Tesoriere, Alcayde, e Capitano di Giustizia, anche con nomina “a vita". 
I membri della famiglia furono valorosi ufficiali che si distinsero particolarmente durante le campagne Risorgimentali; venendo decorati, tra le altre, sei volte con medaglie d'argento al valor militare.
I Salazar per generazioni furono congregati ("Germani") dell'Arciconfraternita del Santo Monte di Iglesias; congregazione fondata nel XVI secolo che ancora oggi prende parte ai riti della Settimana Santa.
I Salazar di Sardegna discendono per linea femminile dai Torrellas baroni di Capoterra; gli Otger baroni di Villaperucciu e i Sanjust conti di S. Lorenzo (estinte nei Salazar di Sardegna); i Manca marchesi di Nissa e Villhermosa, i Cantuti Castelvetri conti di Ligonchio. Discendono dai Salazar per linea femminile i principi di Porcia e Brugnera, i marchesi Pilo Boyl di Putifigari, gli Asquer visconti di Fluminimaggiore. 
Tra gli ascendenti per via materna dell'attuale re Filippo del Belgio vi sono i Salazar di Sardegna.

#### Residenze e proprietà della famiglia Salazar di Sardegna
Il palazzo Salazar di Iglesias,  definito nel testamento seicentesco di Gavino Salazar come "palacio grande”, si trovava nell’area compresa tra le attuali  piazza Collegio e piazza Municipio, di fronte al palazzo vescovile, occupando uno spazio forse destinato ad ospitare, oltre alle funzioni abitative, anche quelle amministrative; l'antico edificio è stato, nel corso del XIX secolo, frutto di frazionamenti e trasformazioni, che hanno portato la sua porzione prospiciente alla piazza ad ospitare lo storico albergo Leon d'oro. 
La famiglia Salazar di Sardegna ebbe varie proprietà anche a Sant’Antioco, e a Cagliari, con palazzi in via dei Genovesi ed in via Lamarmora in Castello, di cui oggi rimangono solo le rovine dei bombardamenti del 1943.
Nel 1587 Perochet Salazar acquistò i Salti di Piscinas, terre che appartengono ancora alla famiglia. Nelle sue proprietà di Piscinas don Tomaso Salazar impiantò, a metà del XIX secolo, una pionieristica azienda agricola integrale. 
Alla fine del secolo, sorse - sulle rovine di una chiesa medioevale di cui si possono riconoscere alcune vestigia nelle colonne e negli archi a sesto acuto della sala al pianterreno - la villa Salazar, su progetto dell'Ingegner Giorgio Asproni.
Sita in via Salazar, la villa - insieme al parco - è stata acquistata dal Comune di Piscinas nel 2002 e vincolata dalla Soprintendenza per i Beni architettonici della Sardegna. Oggi è divenuta museo storico della famiglia e polo culturale. Alla villa è dedicata la quarta puntata della trasmissione “Dimore antiche” del canale T.C.S. Tele Costa Smeralda.
Oltre alla proprietà di Piscinas i Salazar possedettero il salto di Ollastra nell’Oristanese - passato nel 1698 per volontà testamentaria di Gavino Salazar ad una delle sue figlie - e altri vasti latifondi nel Sulcis-Iglesiente, in particolare a Pula, dove la proprietà si estendeva per 800 ettari, comprendenti il monte Bagadiu e l'area che dalle sue pendici giunge al mare (una parte della quale oggi occupata dal campo da golf di Is Molas), e dove sorgeva la villa Salazar - poi passata in altra famiglia -, sita nella via un tempo detta via Salazar, oggi via Masenti.

#### Esponenti notabili della famiglia Salazar di Sardegna
- Perochet (Iglesias 1557), Giurato Capo di Iglesias a più riprese, a partire dal 1606, si distinse nella difesa della città e dell'isola di S. Antioco dai Saraceni. Fu legato al Duca di Gandia, che nel 1613 lo fece nominare Luogotenente del Maestro Razionale. Inviato a Corte come Sindaco di Iglesias, parteggiò per la fazione favorevole alla Unión de Armas del Conte Duca di Olivares. Ritornato nell'isola nel 1625 fu nominato Capitano di giustizia di Iglesias dal re Filippo IV di Spagna.

- Lorenzo, il "Magnifich" Llorenz Salazar fu Consigliere di Iglesias nel 1593[28]; Collettore delle Regie Vendite e, a partire dal 1604, più volte Giurato Capo della città[29].

- Antioco (Iglesias 1585), III Signore delle Scrivanie. Ebbe titolo di Nobile e Don da Filippo IV di Spagna nel 1647. Fu Tesoriere di Iglesias. Più volte Giurato Capo della città, morì per la peste nera mentre ricopriva tale incarico.

- Gavino (I) el Mayor (Iglesias 1615), IV Signore delle Scrivanie, Capitano di Giustizia di Iglesias, con giurisdizione su S.Antioco e più volte Giurato Capo a partire dal 1662. Fu Tesoriere di Iglesias. Nel 1677 rappresentò la città come Sindaco nel Parlamento Bonavides.

- Gerolamo, V Signore delle Scrivanie di Iglesias, Capitano di Giustizia e Giurato Capo di Iglesias.

- Gavino (II) el Menor, VI Signore delle Scrivanie di Iglesias, Capitano di Giustizia e Giurato Capo di Iglesias.

- Antonio, VII Signore delle Scrivanie di Iglesias.

- Agostino I (Iglesias 1666), VIII Signore delle Scrivanie di Iglesias. Nelle lotte tra Spagna ed Austria per il possesso della Sardegna si schierò con la fazione favorevole agli Asburgo, subendo gravi ritorsioni da parte degli spagnoli. Al passaggio dell'isola sotto casa Savoia nel 1720 fu risarcito delle perdite subite, fu più volte Giurato Capo di Iglesias ed ebbe la nomina a Capitano di giustizia ed Alcayde della città a vita.

- Diego (XVIII secolo), Vicario Generale ed Arcidiacono di Iglesias.

- Nicola (XVIII secolo), Arcidiacono, Canonico, Vicario Generale della Diocesi sulcitana iglesiente e carica del Capitolo della cattedrale di Iglesias.

- Gregorio (Iglesias 1725), IX Signore delle Scrivanie di Iglesias, Dottore in Utroque jure, Avvocato e Deputato alla sanità di Iglesias, fu Capitano di Giustizia e più volte Giurato Capo della città. Fu Amministratore delle Dogane e delle Saline di Iglesias, ed ebbe l'arrendamento dell'Aguardiente. Deputato ai Dipartimenti di Portoscuso e Porto Paglia nel Pregone Bricherasio del 1754.

Nel 1797 si trovò ad affrontare una vertenza giudiziaria con Maria Grazia Salazar, figlia e ultima erede di Antonio, VII Signore delle Scrivanie di Iglesias, per il possesso di queste ultime. La contesa si risolverà poi con la rinunzia alla causa da parte di Agostino (II) figlio di Gregorio, e la devoluzione della Signoria feudale alla Corona nel 1814. Il nipote di Maria Grazia Salazar, Francesco Boyl, IV marchese di Putifigari e Conte di Villaflor, figlio di sua figlia Maddalena Vacca Salazar, - la quale nella causa veniva opportunamente chiamata Maddalena Salazar - e di Vittorio Boyl, Comandante in Capo del Genio militare del Regno di Sardegna e Collare dell'Ordine supremo della Santissima Annunziata (e fratello di Pietro, Deputato, e Gioacchino Boyl di Putifigari, Deputato e Senatore del Regno), rivendicherà il possesso delle Scrivanie, ottenendone la Signoria dal 1839 al 1842, e chiedendo su queste anche il titolo di Conte di Iglesias, che però non gli verrà concesso.
- Agostino II (Iglesias 1763), X Signore delle Scrivanie di Iglesias, Cavaliere dell'Ordine dei Santi Maurizio e Lazzaro, Comandante del Corpo d'armata di Porto Paglia e del Golfo di Palmas, Colonnello Comandante della Cavalleria miliziana del Sulcis, eroico combattente nel tentativo di invasione francese del 1793. Fu Amministratore delle Dogane e delle Saline di Iglesias e Reggitore interino dello Stato di Oliva e dei feudi di Benavente. Divenne protagonista di un'aspra contesa contro il Visconte Asquer di Flumini per il predominio sulla città di Gonnesa, che vedrà la fine solo con il matrimonio di sua nipote con l'Asquer.

- Efisio (Cagliari 1796) Colonnello, Luogotenente dei Carabinieri Reali (Reggimento "Cavalleggeri di Sardegna"), Governatore di Sassari nel 1827, Comandante la Piazza militare di Tempio, Commendatore dell'Ordine dei Santi Maurizio e Lazzaro.

- Raffaele (Iglesias 1801) Colonnello di cavalleria, Comandante provinciale militare di Cagliari, nel 1854 fece parte del Corpo di Spedizione Sardo in Crimea. Cavaliere dell'Ordine dei Santi Maurizio e Lazzaro, Medaglia d'argento al Valor Militare.

- Grazia, fondatrice nel 1844 del Ricovero San Vincenzo de' Paoli di Cagliari[31][32][33].

- Tomaso (Iglesias 1828), Colonnello, cavaliere dell'Ordine dei Santi Maurizio e Lazzaro, ufficiale dell'Ordine della Corona d'Italia, Croce d'oro per anzianità di servizio. Allievo della Regia Accademia militare di Torino, partí volontario a Goito, dove rimase gravemente ferito e venne promosso sul campo per meriti di guerra; tre volte Medaglia d'argento al Valor militare: a Custoza (1849), Bagolino (1859) e all'Assedio di Gaeta (1861); due volte Medaglia di bronzo al Valor militare a Palestro (1859) e alla presa di Roma (1870). Medaglia commemorativa per l'Indipendenza e l'Unitá d'Italia (campagne 1848, 1849, 1859, 1860, 1861), medaglia commemorativa francese per la battaglia di Solferino, medaglia commemorativa per l'Unità d'Italia. Nel 1866 partecipò alla lotta contro il brigantaggio. Ebbe la concessione a vita della pensione Mauriziana e della pensione militare. Dal 1902 al 1906 fu Presidente della Congregazione di Carità di Villarios Masainas.

- Francesco, Maggiore, menzione onorevole nella battaglia di Custoza e due Medaglie d'argento al valor militare a  San Martino della Battaglia e a Custoza.

- Luigi (Nuoro 1837), Colonnello, Medaglia commemorativa per l'Indipendenza e l'Unitá d'Italia per le campagne del 1859 e del 1866, medaglia commemorativa francese, Cavaliere dell'Ordine dei Santi Maurizio e Lazzaro, Commendatore dell'Ordine della Corona d'Italia, Croce d'oro per anzianità di servizio. Presidente della Società Ufficiali in pensione e - alla fine del XIX secolo - per vari anni Presidente del Circolo Filarmonico di Cagliari[34]. A più riprese fu Consigliere Comunale di Pula.

- Giovanni (Cagliari 1877), Avvocato, Colonnello, Ufficiale dell'Ordine della Corona d'Italia, combatté con il grado di Capitano nel glorioso 151 fanteria Brigata Sassari durante la prima guerra mondiale. Ferito sul fronte del Carso a Bosco Cappuccio, ebbe il Distintivo d'Onore, la Croce al merito di guerra, la Croce di guerra al valor militare, la Medaglia commemorativa Nazionale a ricordo della Guerra '15-'18 (campagne 1915, 1916, 1917, 1918 e 1919 (Albania)) e la Medaglia commemorativa Interalleata. Ricoprì l'incarico di segretario generale della Provincia di Cagliari.

- Luigi (Cagliari 1878), apprezzato medico chirurgo, Cavaliere dell'Ordine della Corona d'Italia, autore di varie opere di farmacologia edite dall'Istituto di Farmacologia sperimentale della R. Università di Cagliari e pubblicate su riviste specialistiche. Combatté con il grado di Tenente durante la prima guerra mondiale. Costituì la ditta Luigi Salazar per le Bonifiche Sarde e fu Consigliere della Società Anonima Sarda Bonifiche Idrauliche e Agrarie (SASBIA) con sede a Milano. Fu Deputato provinciale di Cagliari.

Si ricordano anche:
- Carlo (Cagliari 1905), Cavaliere dell'Ordine della Corona d'Italia.
- Maria Antonietta, nata Corrias, (Isili 1918 - Torino 2009?) conosciuta con il nome di Maria Antonietta Salazar, pittrice[35] le cui opere sono conservate in varie collezioni d’arte istituzionali, in Sardegna a Cagliari e nel Museo d’Arte della Provincia di Nuoro.

## Persone legate alla famiglia Salazar di Sardegna
Antonio Pacinotti, Senatore del Regno, fisico, inventore della dinamo.
Giuseppe Sanjust conte di San Lorenzo, Generale, cavaliere d'onore di S.M. Maria Teresa di Toscana, regina di Sardegna, Collare dell'Ordine Supremo della SS. Annunziata, nipote di Dalmazzo conte di San Lorenzo, Gran Maestro di Artiglieria, Gentiluomo di camera del Re, Collare dell'Ordine Supremo della SS. Annunziata nel 1771.
Vittorio Pilo Boyl
marchese di Putifigari comandante in capo del genio militare nei Regi stati di terraferma; gran collare dell’Ordine Supremo della Santissima Annunziata. A lui si deve la Strada statale 131 Carlo Felice, ancora oggi principale arteria di collegamento dell’isola, che congiunge Cagliari al nord della regione.
Francesco Boi, Archiatra (Ministro della Sanità) del Regno di Sardegna, celebre medico e anatomopatologo, professore Emerito presso l'Università di Cagliari, dove fu il primo titolare della Cattedra di anatomia. Per illustrare i suoi studi commissionò allo scultore Clemente Susini, una serie di cere anatomiche, attualmente conservata a Cagliari nell'omonimo Museo, considerata oggi una tra le raccolte più importanti del genere in ambito mondiale. Sposó Giuseppa Angioy, figlia di Giovanni Maria Angioy, il protagonista dei moti antifeudali sardi.
Stanislao Scano Caboni, ingegnere, (nipote di Stanislao Caboni, Deputato nella I Legislatura del Regno), fu Presidente della Società Tramvie della Sardegna; a lui si devono, in collaborazione con il fratello Dionigi, i progetti delle Ferrovie Complementari della Sardegna e delle linee ferroviarie Villamar-Ales e Isili-Villacidro
Giorgio Asproni, Cavaliere del Lavoro, ingegnere, pioniere dell'industria mineraria sarda.
Guecello di Porcia  principe di Porcia e Brugnera, Cavaliere del Lavoro, Tenente Pilota di caccia durante la Seconda Guerra Mondiale, decorato con Medaglia d'argento e Medaglia di bronzo al Valor Militare.
Valerio Tonini, ingegnere, filosofo della scienza, fondatore e direttore della rivista "La Nuova critica".
Francesco Cantuti Castelvetri conte di Ligonchio, economista, Governatore e poi Luogotenente Generale dell'Ordine Equestre del Santo Sepolcro di Gerusalemme, ultimo Comandante della Guardia Palatina d'Onore di S. Santità.

### Curiosità sulla famiglia Salazar di Sardegna
L'arma dei Salazar di Sardegna è stata assunta dalla cittadina di Piscinas, divenuta Comune autonomo alla fine degli anni '80 del XX secolo, come suo stemma, partito con l'altro simbolo più rappresentativo del luogo e che dà il nome al Comune, ovvero la fonte termale detta un tempo S'Acqua Callenti e ora Sa Cracchera https://www.araldicacivica.it/stemmi/ricerca/civico-stemma/?wpv_post_search=Piscinas&wpv_filter_submit=Invia.
Lo stemma della famiglia Salazar di Sardegna (nella versione presente nello Stemmario seicentesco conservato presso l’Archivio storico comunale di Cagliari) si trova raffigurato sulle etichette dei vini prodotti dalla Cantina di Santadi- una delle più importanti aziende vitivinicole sarde con esportazioni in tutto il mondo -, alcuni dei quali premiati con i più prestigiosi riconoscimenti del settore enologico.
L’arma Salazar è visibile anche in uno dei quarti dello stemma di Ambrogio Machin, Generale dell’Ordine Mercedario,   Arcivescovo di Cagliari e Primate di Sardegna nel XVII sec., scolpito sul monumento funebre sito nel transetto della Cattedrale di Cagliari .
Il palazzo Salazar di Iglesias dalla seconda metà del XIX secolo fino agli anni ‘30 del XX sec.  divenne un albergo, il Leon d’Oro, dove risiedette Amedeo Modigliani, nel periodo in cui la famiglia Modigliani possedeva delle proprietà nell’Iglesiente.
Una foto di gruppo del 1863 raffigurante la famiglia Salazar di Sardegna è stata scelta per illustrare la copertina del volume “Gli stemmi della nobiltà sarda” a cura di F. Floris, edito nel 2005 dal quotidiano L’Unione Sarda nella collana “La Biblioteca dell’Identità” . 
Il romanzo "Perdu" di Paride Rombi, pubblicato da Mondadori, tradotto in undici lingue e più volte riedito, con cui l'autore vinse la prima edizione del Premio letterario Grazia Deledda nel 1952, è ambientato nel Sulcis-Iglesiente nelle "terre del conte Salazar".
Ad un membro di fantasia della famiglia Salazar di Sardegna è ispirata la graphic novel di Stefano Obino “Bartolomeo Salazar l’ultimo medico della peste”, pubblicato nel 2022 da Camena Edizioni, casa editrice dell’Accademia d’Arte  di Cagliari.

### Il ramo di Milano
Un ramo della famiglia giunse a Milano nella seconda metà del XVI secolo. Don Diego (1540-1627), figlio di Sebastiano, divenne gran cancelliere del ducato di Milano ed ottenne poi, con diploma di re Filippo III di Spagna il 19 gennaio 1618 la concessione del feudo di Romanengo, nel cremonese, e delle sue pertinenze. Su tale feudo quale ottenne, con altro diploma di re Filippo IV di Spagna datato al 29 giugno 1627, il titolo di conte trasmissibile ai maschi primogeniti suoi discendenti. Questo ramo della famiglia contrasse parentele illustri con le casate dei Trivulzio, dei Pallavicini, dei Crivelli, dei Resta, dei Viani.

### Il ramo di Calabria
Dalla Sardegna, un ramo della famiglia Salazar si stabilì in Calabria. Nel XVII secolo tale ramo aggiunse al cognome la particella "de" (forse per un errore di trascrizione notarile). I de Salazar dimorarono a Catanzaro, ove in via XX Settembre sorge il loro palazzo avito. Senza più continuità maschile le nobili de Salazar di Catanzaro, Carla (n. il 1º novembre 1945) e le gemelle Concetta e Giovanna (n. il 15 novembre 1946), con decreto della Prefettura di Catanzaro in data 4 maggio 2011 trasferirono il loro cognome al barone Ettore Gallelli Benso di Badolato (loro nipote), che ha dato quindi origine al casato Gallelli Benso de Salazar di Badolato.

### Il ramo di Napoli
La famiglia Salazar di Napoli discende dal ramo calabrese dei Salazar. La sua fondazione nel capoluogo partenopeo si deve a Don Vincenzo Salazar, nato a Mongiana nel 1824 e morto a Napoli nel 1896, il primo a stabilirsi nella città. Figlio di Giovanni Salazar, Capitano di Artiglieria dell’Esercito Borbonico, Vincenzo ricevette la sua formazione presso l'Accademia Militare della Nunziatella, raggiungendo il grado di Capitano Aiutante Maggiore nell’Esercito Napoletano. Combatté nella Battaglia del Volturno, venendo decorato con la Croce di San Giorgio, e rifiutò di unirsi al Regio Esercito dopo l’Unità d’Italia.
Nel 1850 sposò Agnese D’Ajello di Sant’Irene, dalla quale ebbe sei figli:
- Eduardo (n. Napoli, 6 maggio 1868): Capitano di Vascello della Regia Marina, Cavaliere di Giustizia dell'Ordine di Malta e Cavaliere della Corona d’Italia.
- Giuseppina (n. 11 gennaio 1871): sposò il 2 luglio 1892 il Dottor Amilcare Paliercio.
- Maria (n. 12 febbraio 1872): sposò l’11 marzo 1893 Raffaele Barbetti, Colonnello di Fanteria.
- Luigi (n. Portici, 29 novembre 1863): Maggiore di Fanteria, sposò Isabella Siccardi, dalla quale nacquero Vincenzo e Maria.
- Francesco (n. Napoli, 6 febbraio 1860): Maggiore di Artiglieria.
- Michele (n. Napoli, febbraio 1859): Maggior Generale nel Regio Esercito, che ereditò il titolo di conte.

Michele sposò la N.D. Marianna Dousmet de Smours, dalla quale ebbe cinque figli:
- Diego (n. 21 luglio 1888): Generale di Cavalleria.
- Dorotea: sposò Gastone Rossi, Maggiore dei Granatieri.
- Isabella: sposò Enea Chidelli, Capitano di Fanteria.
- Tommaso.
- Agnese: sposò Sir Foster Reuss Newland, da cui nacque Antonella Newland, Marchesa di Lothian. Grazie a questo matrimonio, i Salazar di Napoli instaurarono legami con alcune delle più prestigiose famiglie della nobiltà britannica, tra cui i Duchi di Buccleuch e i Duchi di Grafton.

Diego, primogenito di Michele, servì come Generale di Cavalleria durante la Prima Guerra Mondiale, distinguendosi sull’Altopiano di Asiago, dove fu ferito e decorato con la Medaglia d’Argento al Valor Militare. Successivamente, fu inviato in Cirenaica, ricoprendo l’incarico di Capo della Scorta del Re Idris di Libia.
L’11 novembre 1911, a San Pietro, sposò la Nobildonna Marcella Theodoli dei Marchesi di San Vito e Romano, che però morì nel 1929. Si risposò con la Nobile Eugenia dei Conti Petrangolini, dalla quale ebbe un’unica figlia, la Nobildonna Marcella Salazar y Munitones, che andò in sposa a Giuseppe Lignana.